# Гайове (Полтавський район)
Гайове́ — село в Україні, у Кобеляцькій міській громаді Полтавського району Полтавської області. Населення становить 148 осіб.

## Населення

### Мова
Розподіл населення за рідною мовою за даними :
| Мова            | Кількість | Відсоток |
| --------------- | --------- | -------- |
| українська      | 136       | 91.89%   |
| російська       | 9         | 6.08%    |
| білоруська      | 1         | 0.68%    |
| інші/не вказали | 2         | 1.35%    |
| Усього          | 148       | 100%     |

## Географія
Село Гайове знаходиться за 2,5 км від лівого берега річки Ворскла, за 3 км від міста Кобеляки. Річка в цьому місці звивиста, утворює лимани, стариці та заболочені озера. До села прилягають невеликі лісові масиви. Поруч проходить автомобільна дорога Н31.

## Історія
12 червня 2020 року, відповідно до розпорядження Кабінету Міністрів України № 721-р «Про визначення адміністративних центрів та затвердження територій територіальних громад Полтавської області», село увійшло до складу Кобеляцької міської громади.
19 липня 2020 року, в результаті адміністративно - територіальної реформи та ліквідації Кобеляцького району, село увійшло до складу новоутвореного Полтавського району Полтавської області.